# Team Heizomat/Saison 2012
Dieser Artikel listet Erfolge und Fahrer des Radsportteams Heizomat in der Saison 2012 auf.

## Platzierungen in UCI-Ranglisten
| UCI Continental Circuit | Platz |
| ----------------------- | ----- |
| UCI Europe Tour 2012    | 113   |

## Zugänge – Abgänge
| Zugänge             | Team 2011 | Abgänge             | Team 2012                      |
| ------------------- | --------- | ------------------- | ------------------------------ |
| Fabian Bruno        | Team NSP  | Nils Plötner        | Raiko Stölting                 |
| André Benoit        | Neoprofi  | Julian Hellmann     | Team Eddy Merckx-Indeland      |
| Raphael Freienstein | Neoprofi  | Mario Vogt          | Team Specialized Concept Store |
| Andreas Hartmann    | Neoprofi  | Philipp Ries        | Racing Students                |
| Christopher Muche   | Neoprofi  | Tobias Lergenmüller | Unbekannt                      |
| Manuel Straub       | Neoprofi  | Martin Reinert      | Unbekannt                      |

## Mannschaft
| Name                | Geburtstag        | Nationalität |
| ------------------- | ----------------- | ------------ |
| André Benoit        | 2. August 1989    | Deutschland  |
| Fabian Bruno        | 10. April 1991    | Deutschland  |
| Raphael Freienstein | 8. April 1991     | Deutschland  |
| Jannick Geisler     | 16. März 1992     | Deutschland  |
| Andreas Hartmann    | 20. Februar 1993  | Deutschland  |
| Marius Jessenberger | 12. März 1991     | Deutschland  |
| Alexander Krieger   | 28. November 1991 | Deutschland  |
| Christian Mager     | 8. April 1992     | Deutschland  |
| Christopher Muche   | 28. Februar 1992  | Deutschland  |
| Manuel Straub       | 9. März 1993      | Deutschland  |